# 塔斯曼大桥
塔斯曼大桥是澳大利亚塔斯马尼亚州首府霍巴特的一座跨过德文特河的桥梁，1964年建成，替代了原先的拱型浮橋霍巴特大桥，承载塔斯曼公路。